# Simas Jasaitis
 Simas Jasaitis  (* 26. März 1982 in Vilnius) ist ein litauischer Basketballspieler, der bei einer Körpergröße von 2,01 m die Position des Small Forwards (Flügelspieler) einnimmt. Er ist langjähriger litauischer Nationalspieler.

## Karriere
Die erste Profi-Station für Jasaitis 2000/01 war Sakalai Vilnius. In der nächsten Saison wechselte er zu Lietuvos rytas Vilnius. Mit Lietuvos rytas wurde er 2002 und 2006 Litauischer Basketballmeister, 2003 bis 2005 wurde die Mannschaft jeweils Vizemeister. Nach einem Jahr bei Maccabi Tel Aviv  wechselte er nach Spanien, wo er mit TAU Cerámica den Titel in der Liga ACB gewann. Anschließend war Jasaitis ein Jahr für den Ligakonkurrenten Joventut de Badalona aktiv, bevor er in die Türkei zu Galatasaray Café Crown wechselte. Anfang 2011 kehrte er kurzzeitig zu Lietuvos rytas Vilnius zurück. In der Saison 2011/12 spielte er bei Ankara Türk Telekom. Anschließend ging er nach Russland zu Lokomotive Kuban Krasnodar, mit dem er 2013 den Eurocup gewann.

## Litauische Basketballnationalmannschaft
Bei der Basketball-Europameisterschaft 2007 sowie der Basketball-Weltmeisterschaft 2010 gewann Jasaitis mit der litauischen Nationalmannschaft jeweils die Bronzemedaille. Zudem nahm er an den Europameisterschaften 2005, 2009 und 2011 sowie den Olympischen Spielen 2008 und 2012 teil.

## Erfolge
- Sieger Eurocup 2005, 2013
- Bronzemedaillengewinner der WM 2010
- Bronzemedaillengewinner der EM 2007
- Meister Litauen (2×): 2002, 2006
- Meister Israel 2007
- Meister Spanien 2008